# Critérium Internacional de San Sebastián - Donostiako Nazioarteko Kriteriuma
El Critérium Internacional de San Sebastián - Donostiako Nazioarteko Kriteriuma es uno de los grandes premios importantes del turf español en verano y junto al Gran Premio de San Sebastián - Donostiako Sari Nagusia es uno de los más antiguos del tuf español. Se disputa desde el año 1916, año de la apertura del Hipódromo Municipal de San Sebastián, aunque no todos los años se ha disputado y su distancia ha variado durante los años. La carrera está destinada a potros y potrancas de dos años sobre una distancia de 1.500 metros.
La carrera se ha disputado prácticamente ininterrumpidamente desde el año 1916, exceptuando las ediciones de 1925, 1936, 1937, 1938 y 1939, estas últimas no disputadas por la guerra civil española. En 1922 y 1923 hubo dos ediciones separadas para los potros y las potrancas. 
La distancia de la prueba ha variado con el paso de los años. Las primeras ediciones, 1916-1926, se disputaron sobre los 1.000 metros. En 1927, se disputó sobre los 1.200 metros. En 1928, se volvió a los 1.000 metros. Las ediciónes de 1929 y 1930, se disputaron sobre los 1.100 metros. En 1931, se volvió a la distancia original de los 1.000 metros. En 1932 se volvió a cambiar la distacia a los 1.200 metros y se mantuvo en esa distancia hasta la edición de 1954. A partir de la edición de 1955, se disputó sobre los 1.400 metros y se mantuvo así hasta 1958. En 1959 se vuelve a cambiar a la distacia a los 1.600 metros y se mantiene hasta 1977. En 1978, se vuelve a cambiar la distacia a los 1.500 metros y se mantiene hasta 1990. En 1991, nuevamente se modifica la distacia de la prueba y vuelve a disputarse sobre los 1.600 hasta la edición de 2009. En 2010, se hace la última modificación en la distancia sobre el recorrido de la prueba y se pasa a disputar sobre los 1.500 metros.
Las ediciones del 2022 y del 2023 formaron parte de la Copa de la Asociación, conocida por temas de patrocinio como Santander Cup, siendo el Critérium Internacional de San Sebastián - Donostiako Nazioarteko Kriteriuma la primera de las tres pruebas que conformaban esta Santander Cup, junto con el Gran Premio Gran Criterium del Hipódromo de la Zarzuela y el Gran Critérium Ciudad de Dos Hermanas del Gran Hipódromo de Andalucía.

## Palmarés[1]
| Critérium Internacional de San Sebastián - Donostiako Nazioarteko Kriteriuma |                                                 |                                                 |                                                 |                                                 |                                                 |
| 2024                                                                         | BULNES (IRE)                                    | Václav Janáček                                  | Guillermo Arizkorreta                           | Yeguada Rocío                                   | 1500m                                           |
| 2023                                                                         | SOUVENIR D’ECAJUEL (FR)                         | Václav Janáček                                  | Guillermo Arizkorreta                           | Yeguada Rocío                                   | 1500m                                           |
| 2022                                                                         | SOMMERSUN (FR)                                  | Ricardo Sousa                                   | Francisco Rodríguez                             | Cuadra AFF SL                                   | 1500m                                           |
| 2021                                                                         | EL OJANCANO (FR)                                | Borja Fayos                                     | Alberto Remolina                                | Cuadra Remolina                                 | 1500m                                           |
| 2020                                                                         | DOMI GO (IRE)                                   | Ricardo Sousa                                   | Román Martín Vidania                            | Cuadra Martul                                   | 1500m                                           |
| 2019                                                                         | GUERREIRA (IRE)                                 | Ricardo Sousa                                   | Helder Pereira                                  | Cuadra Nossa Senhora do Vale                    | 1500m                                           |
| 2018                                                                         | UDALLA (IRE)                                    | Jaime Gelabert                                  | Patrik Olave                                    | Cuadra Bering                                   | 1500m                                           |
| 2017                                                                         | VALLE INCLAN (IRE)                              | José Luis Martínez                              | Ana Imaz Ceca                                   | Cuadra Juan Peinado                             | 1500m                                           |
| 2016                                                                         | SHAMAHINA (FR)                                  | Václav Janáček                                  | Ana Imaz Ceca                                   | Cuadra Rena Khaddam                             | 1500m                                           |
| 2015                                                                         | DAME MARIE (FR)                                 | Jean-Bernard Eyquem                             | Yan Durepaire                                   | Cuadra Safsaf                                   | 1500m                                           |
| 2014                                                                         | WAG’N TAIL (SPA)                                | José Luis Martínez                              | Christian Delcher                               | Cuadra Safsaf                                   | 1500m                                           |
| 2013                                                                         | VIRIMOON (FR)                                   | Gloria Madero                                   | Ana Imaz Ceca                                   | Cuadra Alisares                                 | 1500m                                           |
| 2012                                                                         | MOU THE SPECIAL (IRE)                           | Václav Janáček                                  | Francisco Rodríguez                             | Cuadra Los Toneles                              | 1500m                                           |
| 2011                                                                         | ALBRET (IRE)                                    | Ioritz Mendizabal                               | Guillermo Arizkorreta                           | Cuadra Quinto Real                              | 1500m                                           |
| 2010                                                                         | CLUNIA (IRE)                                    | Borja Fayos                                     | Gerardo Villarta                                | Cuadra Brazacorta                               | 1500m                                           |
| 2009                                                                         | ARATAN (IRE)                                    | Julien Grosjean                                 | Mauricio Delcher Sánchez                        | Cuadra Miranda                                  | 1600m                                           |
| 2008                                                                         | SALPADO (FR)                                    | Matías Borrego                                  | Román Martín Sánchez                            | Yeguada Urdiñ-Oriya                             | 1600m                                           |
| 2007                                                                         | CORCONTE (FR)                                   | Philippe Sogorb                                 | Ramón Avial                                     | Cuadra Bering                                   | 1600m                                           |
| 2006                                                                         | MIDNIGHT BEAUTY (IRE)                           | Jorge Horcajada                                 | Mauricio Delcher Sánchez                        | Yeguada La Gerezieta                            | 1600m                                           |
| 2005                                                                         | CHIEF XODIPO (FR)                               | Philippe Sogorb                                 | Luis Alberto Urbano                             | Cuadra Javier Pardo de Santayana                | 1600m                                           |
| 2004                                                                         | MASHINA (GB)                                    | Jean-René Dubosc                                | Ramón Avial                                     | Cuadra Rober                                    | 1600m                                           |
| 2003                                                                         | DANCING GUARD (FR)                              | Jean-René Dubosc                                | Ángel Imaz Beloqui                              | Cuadra Remolina                                 | 1600m                                           |
| 2002                                                                         | VALIANT WINGS (FR)                              | José Luis Martínez                              | Román Martín Sánchez                            | Cuadra Edif                                     | 1600m                                           |
| 2001                                                                         | EL BOSS (FR)                                    | José Manuel Borrego Rodríguez                   | Francisco Rodríguez                             | Cuadra Tres Hermanos                            | 1600m                                           |
| 2000                                                                         | EVERNEYEV (FR)                                  | José Manuel Borrego Rodríguez                   | Francisco Rodríguez                             | Cuadra Tres Hermanos                            | 1600m                                           |
| 1999                                                                         | LA CIBELES (FR)                                 | José Luis Martínez                              | Román Martín Sánchez                            | Cuadra Madrileña                                | 1600m                                           |
| 1998                                                                         | KANTIA (IRE)                                    | José Luis Martínez                              | Mauricio Delcher Sánchez                        | Cuadra Madroños                                 | 1600m                                           |
| 1997                                                                         | JUMBOTRON (FR)                                  | Bartolomé Gelabert                              | Román Martín Sánchez                            | Cuadra Madrileña                                | 1600m                                           |
| 1996                                                                         | KASHWAN (SPA)                                   | José Luis Martínez                              | Román Martín Sánchez                            | Cuadra Madrileña                                | 1600m                                           |
| 1995                                                                         | MICROBASS (SPA)                                 | José Luis Martínez                              | Román Martín Sánchez                            | Cuadra Madrileña                                | 1600m                                           |
| 1994                                                                         | MADRILEÑO (IRE)                                 | José Luis Martínez                              | Román Martín Sánchez                            | Cuadra Madrileña                                | 1600m                                           |
| 1993                                                                         | CUMBRALES (IRE)                                 | José Luis Martínez                              | Claudio Carudel                                 | Cuadra Bering                                   | 1600m                                           |
| 1992                                                                         | DOM ALAIN (FR)                                  | Corey Black                                     | Antonio Peralvo                                 | Cuadra Pleno                                    | 1600m                                           |
| 1991                                                                         | NAUPLION (SPA)                                  | John Reid                                       | Enrique Bedouret                                | Cuadra Alborada                                 | 1600m                                           |
| 1990                                                                         | FON RULER (SPA)                                 | Paulino García                                  | Miguel Alonso Gómez                             | Cuadra San Marcial                              | 1500m                                           |
| 1989                                                                         | ROBERTIYA (FR)                                  | Vicente Cañizo                                  | Enrique Bedouret                                | Cuadra Alborada                                 | 1500m                                           |
| 1988                                                                         | MARTIN BOLD (SPA)                               | Bartolomé Gelabert                              | Román Martín Sánchez                            | Cuadra Alazán                                   | 1500m                                           |
| 1987                                                                         | FURIOSO (SPA)                                   | Francisco Rodríguez                             | Luis Maroto                                     | Cuadra Goyaz                                    | 1500m                                           |
| 1986                                                                         | MONIMBO (SPA)                                   | Paulino García                                  | Juan Vicente Chavarrías                         | Cuadra Bohsali                                  | 1500m                                           |
| 1985                                                                         | SIR KAN (IRE)                                   | Vicente Cañizo                                  | Luis Maroto                                     | Cuadra Picasso                                  | 1500m                                           |
| 1984                                                                         | LYMINGTON (FR)                                  | Florentino González                             | José Antonio Borrego                            | Cuadra Asturias                                 | 1500m                                           |
| 1983                                                                         | RAIPONCE (FR)                                   | Francisco Rodríguez                             | Luis Maroto                                     | Cuadra Goyaz                                    | 1500m                                           |
| 1982                                                                         | ZIELISSIMO (SPA)                                | Cristóbal Medina                                | Manolo García                                   | Cuadra Castellana                               | 1500m                                           |
| 1981                                                                         | REDDY TOM (SPA)                                 | Florentino González                             | Juan Jesús Ceca                                 | Cuadra Monteclaro                               | 1500m                                           |
| 1980                                                                         | BARILOCHE (SPA)                                 | Claudio Carudel                                 | Agustín García                                  | Cuadra Edif                                     | 1500m                                           |
| 1979                                                                         | SERIAL (SPA)                                    | Ceferino Carrasco                               | Juan Jesús Ceca                                 | Cuadra Asturias                                 | 1500m                                           |
| 1978                                                                         | TUCUMAN (SPA)                                   | Claudio Carudel                                 | Fulgencio de Diego                              | Cuadra Rosales                                  | 1500m                                           |
| 1977                                                                         | BARILONE (SPA)                                  | Claudio Carudel                                 | Fulgencio de Diego                              | Cuadra Rosales                                  | 1600m                                           |
| 1976                                                                         | KINGDOA (SPA)                                   | Claudio Carudel                                 | Fulgencio de Diego                              | Cuadra Rosales                                  | 1600m                                           |
| 1975                                                                         | SOIF D’EGARDS (GB)                              | Florentino González                             | Juan Rosell                                     | Cuadra Cuzco                                    | 1600m                                           |
| 1974                                                                         | NAUTILUS (SPA)                                  | Ceferino Carrasco                               | Enrique Romera                                  | Cuadra Castellana                               | 1600m                                           |
| 1973                                                                         | GOREY (IRE)                                     | Ceferino Carrasco                               | Enrique Romera                                  | Yeguada Figueroa                                | 1600m                                           |
| 1972                                                                         | TAKALA (IRE)                                    | Claudio Carudel                                 | Fulgencio de Diego                              | Cuadra Rosales                                  | 1600m                                           |
| 1971                                                                         | YEVELTUDOR (GB)                                 | Paulino García                                  | Fulgencio de Diego                              | Cuadra Rosales                                  | 1600m                                           |
| 1970                                                                         | JOCHITA (SPA)                                   | Max Brahinski                                   | Emilio Ceca                                     | Cuadra Pascualete                               | 1600m                                           |
| 1969                                                                         | ICATU (SPA)                                     | Florentino González                             | Manolo García                                   | Cuadra José Gandarías                           | 1600m                                           |
| 1968                                                                         | RAGAZZO (SPA)                                   | Román Martín Sánchez                            | Nicolás Méndez                                  | Cuadra José Luis Carrera                        | 1600m                                           |
| 1967                                                                         | MANGANGA (SPA)                                  | Ceferino Carrasco                               | Carlos Gallardo                                 | Cuadra Dos Estrellas                            | 1600m                                           |
| 1966                                                                         | RINGO (SPA)                                     | José Antonio Borrego                            | Jesús Méndez                                    | Cuadra Conde de Villapadierna                   | 1600m                                           |
| 1965                                                                         | ENKI (SPA)                                      | Román Martín Sánchez                            | Jesús Méndez                                    | Cuadra Conde de Villapadierna                   | 1600m                                           |
| 1964                                                                         | DUBLIN (SPA)                                    | Claudio Carudel                                 | Álvaro Díez                                     | Cuadra Dos Estrellas                            | 1600m                                           |
| 1963                                                                         | NISESABE (SPA)                                  | Román Martín Sánchez                            | Estanislao Serrano                              | Cuadra Estanislao Serrano                       | 1600m                                           |
| 1962                                                                         | BUD (SPA)                                       | Mauricio Delcher Poulies                        | Luis Maroto                                     | Cuadra Dos Estrellas                            | 1600m                                           |
| 1961                                                                         | CHE NENA (SPA)                                  | Urías Bueno                                     | Luis Maroto                                     | Cuadra Dos Estrellas                            | 1600m                                           |
| 1960                                                                         | TOURTIC (SPA)                                   | Urías Bueno                                     | Fernando Gazapo                                 | Cuadra Dos Estrellas                            | 1600m                                           |
| 1959                                                                         | VULCANO (SPA)                                   | René Schütz                                     | Álvaro Díez                                     | Cuadra Barreiros                                | 1600m                                           |
| 1958                                                                         | GRAN TARAJAL (SPA)                              | Claudio Carudel                                 | Juan Luis Barreiro                              | Cuadra Marqués de la Florida                    | 1400m                                           |
| 1957                                                                         | KYMRIS (FR)                                     | Carlos Díez                                     | Federico García                                 | Cuadra Ramón Beamonte                           | 1400m                                           |
| 1956                                                                         | SULTAN EL YAGO (SPA)                            | Ponciano Polo                                   | Antonio García Prieto                           | Cuadra Antonio Blasco                           | 1400m                                           |
| 1955                                                                         | EIRE (IRE)                                      | Pedro Hernández                                 | Federico García                                 | Cuadra Marqués de Valdeflores                   | 1400m                                           |
| 1954                                                                         | ANSWER ME (IRE)                                 | Victoriano Jiménez                              | Francisco Cadenas                               | Cuadra Anne Möen Bullitt                        | 1200m                                           |
| 1953                                                                         | MINA (GB)                                       | Ponciano Polo                                   | Juan Ceca                                       | Cuadra José Gandarias                           | 1200m                                           |
| 1952                                                                         | PERALTA (SPA)                                   | Donato Hilario                                  | Francisco Cadenas                               | Cuadra Tomás de Ybarra                          | 1200m                                           |
| 1951                                                                         | EDERRA (SPA)                                    | Ponciano Polo                                   | José Cruz Díaz Masa                             | Cuadra Juan Galobart                            | 1200m                                           |
| 1950                                                                         | BALDUQUE (SPA)                                  | José Perelli                                    | Federico García                                 | Yeguada C.D.                                    | 1200m                                           |
| 1949                                                                         | PUMBA (SPA)                                     | Carlos Díez                                     | Georges Higson                                  | Cuadra Conde de Villapadierna                   | 1200m                                           |
| 1948                                                                         | SYLVICOLA (FR)                                  | André Cheret                                    | J. Varvarais                                    | Cuadra Paúl Duboscq                             | 1200m                                           |
| 1947                                                                         | CALPE (SPA)                                     | Álvaro Díez                                     | Juan Ceca                                       | Cuadra Ernesto Güetta                           | 1200m                                           |
| 1946                                                                         | BARATISSIMA (IRE)                               | Carlos Díez                                     | Georges Higson                                  | Cuadra Conde de Villapadierna                   | 1200m                                           |
| 1945                                                                         | AYETE (SPA)                                     | Máximo Beguiristain                             | José Cruz Díaz Masa                             | Yeguada Figueroa                                | 1200m                                           |
| 1944                                                                         | FUEN BLANCA (SPA)                               | Victoriano Jiménez                              | Emilio López de Letona                          | Yeguada Militar                                 | 1200m                                           |
| 1943                                                                         | ENCANTADO (SPA)                                 | Victoriano Jiménez                              | Emilio López de Letona                          | Yeguada Militar                                 | 1200m                                           |
| 1942                                                                         | VELAZQUEZ (SPA)                                 | Michael Leforestier                             | Georges Higson                                  | Cuadra Marqués de San Damián                    | 1200m                                           |
| 1941                                                                         | CAMPRODON (SPA)                                 | Victoriano Jiménez                              | Emilio López de Letona                          | Yeguada Militar                                 | 1200m                                           |
| 1940                                                                         | HEBECOURT (FR)                                  | Michael Leforestier                             | Georges Higson                                  | Cuadra Conde de Romanones                       | 1200m                                           |
| 1939 - 1936                                                                  | No se disputó debido a la Guerra Civil Española | No se disputó debido a la Guerra Civil Española | No se disputó debido a la Guerra Civil Española | No se disputó debido a la Guerra Civil Española | No se disputó debido a la Guerra Civil Española |
| 1935                                                                         | COLONDRO (SPA)                                  | Michael Leforestier                             |                                                 | Cuadra Carlos Figueroa                          | 1200m                                           |
| 1934                                                                         | BADARKBLAR (SPA)                                | Michael Leforestier                             |                                                 | Cuadra Carlos Figueroa                          | 1200m                                           |
| 1933                                                                         | DARK HENARES (SPA)                              | Michael Leforestier                             |                                                 | Cuadra Carlos Figueroa                          | 1200m                                           |
| 1932                                                                         | GAFFINO (SPA)                                   | J. Sánchez                                      |                                                 | Cuadra Señores Ruiz-Magaz                       | 1200m                                           |
| 1931                                                                         | POLICHINELA (SPA)                               | Michael Leforestier                             |                                                 | Cuadra Luis de Goyeneche                        | 1000m                                           |
| 1930                                                                         | PAVOT ROUGE (SPA)                               | Carlos Belmonte                                 |                                                 | Cuadra Conde de la Cimera                       | 1100m                                           |
| 1929                                                                         | LA MADELON (SPA)                                | Carlos Belmonte                                 |                                                 | Cuadra Conde de la Cimera                       | 1100m                                           |
| 1928                                                                         | ALFANJE (SPA)                                   | José Perelli                                    |                                                 | Cuadra Conde Ruiz de Castilla                   | 1000m                                           |
| 1927                                                                         | LOGRERO (SPA)                                   | J. Sánchez                                      |                                                 | Cuadra Dirección de Cría Caballar               | 1200m                                           |
| 1926                                                                         | ENEAS (SPA)                                     | Lucien Lyne                                     |                                                 | Cuadra Marqués del Llano de San Javier          | 1000m                                           |
| 1925                                                                         | No se disputó esta edición                      | No se disputó esta edición                      | No se disputó esta edición                      | No se disputó esta edición                      | No se disputó esta edición                      |
| 1924                                                                         | LE BIJOU (FR)                                   | Guy Garner                                      |                                                 | Cuadra HH Aga Khan III                          | 1000m                                           |
| 1923 POTROS                                                                  | PANTOPON (SPA)                                  | J. Rodríguez                                    |                                                 | Cuadra Marqués de Aldama                        | 1000m                                           |
| 1923 POTRANCAS                                                               | ROSINA (IRE)                                    | J. Cooke                                        |                                                 | Cuadra Marqués de San Miguel                    | 1000m                                           |
| 1922 POTROS                                                                  | CHECKMATE (FR)                                  | Frank O’Neill                                   |                                                 | Cuadra Mr. Jefferson Davis Cohn                 | 1000m                                           |
| 1922 POTRANCAS                                                               | EISA (SPA)                                      | Vicente Díez                                    |                                                 | Cuadra Marqués de Aldama                        | 1000m                                           |
| 1921                                                                         | SUNT LACRYMAE (FR)                              | F. Gaudinet                                     |                                                 | Cuadra Mr. Jean Lieux                           | 1000m                                           |
| 1920                                                                         | TAMBOUR (SPA)                                   | Lucien Lyne                                     |                                                 | Cuadra Duque de Toledo                          | 1000m                                           |
| 1919                                                                         | DEAR OLD CHARLIE (SPA)                          | George Archibald                                |                                                 | Cuadra Barón de Velasco                         | 1000m                                           |
| 1918                                                                         | CHURRUCA (FR)                                   | Guy Garner                                      |                                                 | Cuadra Mr. A. Eknayan                           | 1000m                                           |
| 1917                                                                         | TRACY LE VAL (FR)                               | Reginald Stokes                                 |                                                 | Cuadra Mr. Jefferson Davis Cohn                 | 1000m                                           |
| 1916                                                                         | GOOD LUCK (FR)                                  | Georges Stern                                   |                                                 | Cuadra Mr. Jefferson Davis Cohn                 | 1000m                                           |